# Carla Nelte
Carla Nelte (* 21 de setembre de 1990 a Luckenwalde) és una esportista alemanya que competeix en bàdminton en la categoria de dobles.